# 村田雄二郎
村田 雄二郎（むらた ゆうじろう、1957年8月31日 - ）は、日本の中国哲学研究者。東京大学名誉教授、同志社大学教授。

## 経歴
出生から修学期
1957年、東京都で生まれた。1976年に東京大学に入学。1980年、東京大学教養学科アジア分科を卒業し、同大学大学院人文科学研究科中国哲学専門課程修士課程へ進学。1982年に同課程を修了し、同課程博士課程へ進学した。1982年より北京大学哲学系に留学。1984年に帰国。1986年、東京大学大学院を博士課程単位取得退学。
中国思想史研究者として
卒業後は、東京大学文学部中国哲学研究室助手に採用された。1988年、東京大学教養学部中国語教室専任講師に就いた。1990年から1991年まで、北京学術研究中心客員講師を兼任。1992年に助教授に昇進、2007年に教授に昇進した。2018年に定年まで5年を余して東京大学を退任し、名誉教授となった。
その後は同志社大学グローバル・スタディーズ研究科教授として教鞭をとっている。1999年から2000年まで、ハーヴァード大学客員研究員を兼ねた。

## 研究内容・業績
専門は中国の近現代思想で、また中国近現代史に関する著作もある。

## 著書

### 共編著
- 『天安門の渦潮：資料と解説・中国民主化運動』加々美光行共編、岩波書店 1990
- 『中国という視座』(これからの世界史 4) 溝口雄三・伊東貴之共著、平凡社 1995
- 『帝国とは何か』山内昌之・増田一夫共著、岩波書店 1997
- 『岩波現代中国事典』天児慧・石原享一・朱建栄・辻康吾・菱田雅晴共編、岩波書店 1999
- 『東アジアにおける公共知の創出：過去・現在・未来』佐々木毅・山脇直司共著、東京大学出版会 2003
- 『「婦女雑誌」からみる近代中国女性』共編、研文出版 2005
- 『漢字圏の近代：ことばと国家』C・ラマール（wikidata）共著、東京大学出版会 2005
- 『中華世界と近代』(シリーズ20世紀中国史 1) 飯島渉・久保亨共著、東京大学出版会 2009

### 訳書
- 『中国社会の超安定システム：「大一統」のメカニズム』金観涛・劉青峰共著、研文出版 1987
- 『カミング・マン：19世紀アメリカの政治諷刺漫画のなかの中国人』胡垣坤・曾露凌・譚雅倫編、平凡社 1997
- 『思想空間としての現代中国』汪暉著、岩波書店 2006